# Кюлоти

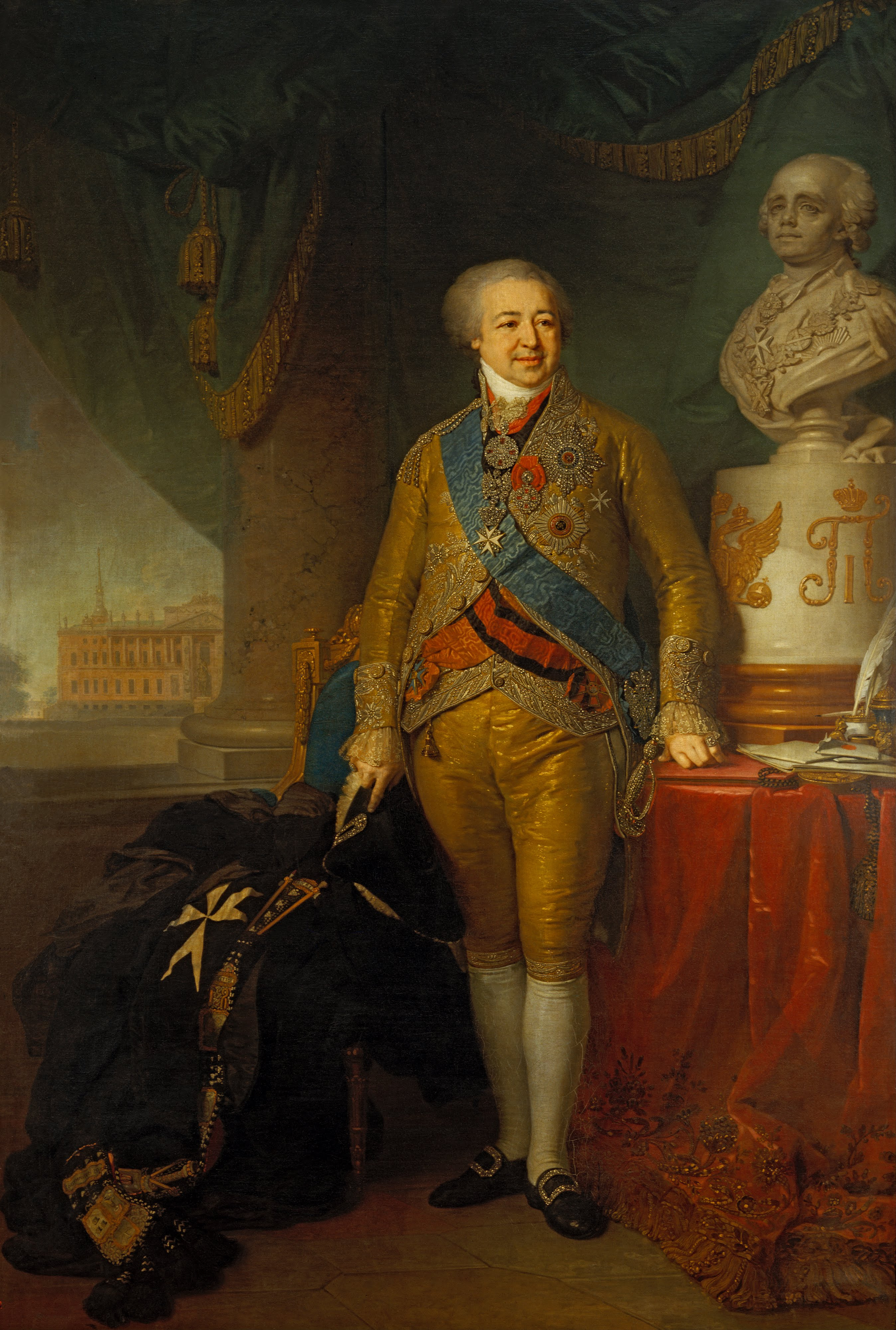
В. Л. Боровиковський. Портрет О. Б. Куракіна. 1801—1802. Третьяковська галерея

Кюло́ти (фр. culotte, від cul — «зад») — короткі застібувані під коліном штани, які носили переважно тільки аристократи. Кюлоти носили з панчохами і черевиками з пряжками. Увійшли в моду у Франції в XVI столітті і з видозмінами дожили до XIX століття. Близько 1780 граф д'Артуа, майбутній король Франції Карл X, ввів в моду як одяг для верхової їзди замшеві кюлоти: чотири лакеї натягували їх на нього, і чотири — знімали. У Росії з'явилися в XVII ст.
Незважаючи на аристократичність походження, в народ кюлоти перейшли через мундир солдата прусської королівської армії, який повністю повторював дворянський костюм, який включав в себе вузькі штани трохи нижче коліна, що застібався з боків на ґудзики. Кюлоти, як і камзол, в армії носили палевого, жовтого, білого або червоного кольору. Їх колір виступав відмінною рисою при використовуванні піхотними полками уніформи.